# Micranurida spirillifera
Micranurida spirillifera is een springstaartensoort uit de familie van de Neanuridae. De wetenschappelijke naam van de soort is voor het eerst geldig gepubliceerd in 1953 door Hammer.